# Ove Borlind
Ove Hugo Christian Borlind, född 29 juli 1903 i Karlskrona stadsförsamling, Blekinge län, död 23 februari 1970 i Hedvig Eleonora församling, Stockholm stad, var en svensk militär och hovman.

## Biografi
Ove Borlind föddes 1903 i Karlskrona stad. Han var son till lektorn Hugo Larsson och Svea Elfström. Borlind avlade 1921 studentexamen och 1923 sjöofficersexamen. Han blev 1924 fänrik vid flottan och gick från 1926 till 1927 på en flygplansutbildningen. Borlind var från 1932 till 1933 stabskapten vid KSHS och tjänstgjorde från 1936 till 1938 vid legationen i Paris. Han blev 1943 kommendantkapten av andra graden och 1945 kommendantkapten av första graden. Borlind blev 1945 chef för första jagardivisionen och från 1946 till 1949 avdelningschef för marinstaben.
Borlind blev 1938 adjutant och 1949 kammarherre och chef för Hans Kungliga Höghet Hertigens av Halland hovstat. Han blev 1955 hovmarskalk.
Borlind av styrelesledamot av Atlas Copco AB, Ford Motor Co, Malcus Holmquist och från 1947 till 1959 ledamot av överstyrelsen för Föreningen Sveriges flotta. Han var från 1955 till 1960 ordförande i Djursholms golfklubb.

### Familj
Borlind gifte sig 1927 med Elisabeth Edholm (född 1905), dotter till överläkaren Erik Edholm och Julia Lovén. De fick tillsammans sonen Christer Borlind (född 1928).